# 다슈캐샌구
다슈캐샌구(아제르바이잔어: Daşkəsən rayonu)는 아제르바이잔 서부에 위치한 구로 행정 중심지는 다슈캐샌이며 면적은 1,047km2, 인구는 30,510명이다. 서쪽으로는 아르메니아와 국경을 접한다.